# Stelis pulchra
Stelis pulchra là một loài Hymenoptera trong họ Megachilidae. Loài này được Crawford mô tả khoa học năm 1902.